# 万葉クリエートパーク
万葉クリエートパーク（まんようクリエートパーク）は、宮城県黒川郡大衡村のほぼ中央部にある公園（レクリェーション施設）である。

## 概要
大衡村を南北に貫く国道4号線の東側の丘陵地帯、大衡村役場の東北東数百mのところにあり、児童もシニアも楽しめる多彩な施設を加えて2003年（平成15年）に開園した。総面積は約32.4haの広さで、このうちわんぱくランドは約2.4ha。園内には、大人が楽しめるパークゴルフ場や、親子そろって楽しめるふれあい広場など、老若男女に向けた設備が揃っている。丘陵地帯にあるため、見晴らしが良く、船形連峰のパノラマは季節を問わず壮観である。

## 施設
- ふれあい広場
- フィールドアスレチック
- 六角四阿
- 緑水公園 面積が約2.0ha
- バーベキューができる野外炉
- 木製遊具
- わんぱくランド 面積が約2.4haのアスレチックランドで、ロッククライミングやつり橋などのアスレチック遊具がある。
- 展望台兼用の四阿
- 子どもに大人気の人工芝のそり滑り台（児童用50m，幼児用30m）プラスチックそりを用いて滑る。
- 宮城県で一番長いローラーすべり台（115m）
- 四季彩苑 面積が約1.6ha
  - ５つの池にアヤメ，ハス，スイレン，ハナショウブ，ミズバショウの湿生植物を植栽、八つ橋や遊歩道でつなぎ、散策しながら観察することができる。
- おおひら万葉パークゴルフ場
  - 全コース洋芝が張られており、コースは全部で54ホール、ファミリーコース9ホール
- 食堂や自動販売機
- シャワー
- ピクニック広場 一面芝生のエリア 幼児を連れた散歩や、弁当を持参のピクニックに最適
- スイートロード 万葉クリエートパークの中央にあり、各施設へ通じるモニュメントが多数ある園路
- ベンチ
- トイレ

## 近隣施設
- 万葉・おおひら館 大衡村農産物展示販売所
- 昭和万葉の森
- 大衡村ふるさと美術館
- 万葉茶屋

## アクセス
- 東北自動車道石大衡ICから車で約5分
- 国道4号線、大衡役場前から車で3分

- 駐車場
  - 全域4か所で約570台、その内、パークゴルフ場北側2か所に194台、大型車4台・無料